# Sedotta da uno sconosciuto
Sedotta da uno sconosciuto (Running Away) è un film televisivo statunitense del 2017.